# Naményer Rote
Der Naményer Rote oder Naményer Jonathan ist eine in Ungarn gezüchtete Apfelsorte. Er gehört zum Sortenkreis Jonathan und entstand als natürliche Knospenmutation der Lokalsorte „Jonathan“ in einer Apfelanlage in Vásárosnamény, im Komitat Szabolcs-Szatmár-Bereg. Er hat seinen Namen von der Ortschaft bekommen, in der die Mutation gefunden und vermehrt wurde.

## Geschichte
In den 1960er und 1970er Jahren waren die Jonathan-Anlagen die Basis der Apfelproduktion in Ungarn. Danach sind die Anlagen stufenweise veraltet, die Züchter und Fachleute wollten in den Apfelanlagen neue Mutationen als Ausgangsmaterial für weitere Selektionen finden.
Die Knospenmutation, die zu der Sorte führte, wurde im Juni 1970 durch István Kiss, den Produktionsleiter der Landwirtschaftlichen Produktionsgenossenschaft „Sowjetstern“ in Vásárosnamény, in einer 35-jährigen Apfelanlage entdeckt. Die Sorte wurde 1979 staatlich anerkannt, verbreitete sich rasch in der Gegend und wurde dort bald die beliebteste Sorte. Später wurde sie durch moderne Sorten verdrängt, obwohl sich einige Anbauer weiterhin mit der Aufrechterhaltung der Sorte beschäftigen, und sie wieder zum Aufblühen bringen möchten.

## Merkmale
Geschmack und Aroma sind ähnlich der Grundsorte „Jonathan“, Farbe und Reifezeit der Früchte unterscheiden sich allerdings. Bisher wurde keinerlei Resistenz der Sorte nachgewiesen, sie soll als eine mehltauempfindliche Sorte eingestuft werden, obwohl sie nach einigen Angaben weniger empfindlich auf Mehltau und Lagerungskrankheiten ist, als die Grundsorte.

### Triebsystem
Der Naményer Rote wächst mittelstark, sein Triebsystem ist hängend. Seine Triebe sind dicker als die der Grundsorte, das Gewebe der Blätter ist grober. Sein Triebsystem ist auch im Ertragsalter leicht zu formen. Die Fruchtäste altern früh und brauchen einen regelmäßigen Schnitt.

### Frucht
Die für die Sorte Jonathan typische kräftig rote Deckfarbe ist beim Naményer Roten noch mehr betont. Die Deckfarbe erscheint früher, schon Ende August. Die am Anfang dick gestreifte, bald allmählich zusammenhängende, verwaschene Deckfarbe täuscht aber: Die frühe Färbung bedeutet nicht auch eine frühere Reife der Früchte. Der richtige Erntezeitpunkt ergibt sich nicht durch die Deck-, sondern durch die Grundfarbe. Diese wechselt im Vergleich zur Grundsorte und den anderen ungarischen Mutationen später von grün auf gelb, wodurch Erntetermin und Verbrauchssaison acht bis zwölf Tage später liegen. Die charakteristische Fruchtfarbe entwickelt sich auch in den inneren, schattigen Teilen der Krone zufriedenstellend. Die Früchte sind mit 120–130 Gramm Gewicht verhältnismäßig klein.

## Verwendung
Der Naményer Rote ist gut geeignet sowohl für Frischverzehr als auch für industrielle Verarbeitung, insbesondere zur Herstellung von Apfelsaft, Apfelschnaps, Apfelchips, Apfelmarmelade (Apfelbutter), Apfelsirup, Apfelmus und Apfelessig.